# Scott Thunes
Scott Thunes (* 20. ledna 1960) je americký rockový baskytarista, nejvíce známý jako člen doprovodné skupiny Franka Zappy v letech 1981-1988. Hrál také s Wayne Kramerem, Steve Vaiem, Andy Prieboyem, Mike Keneallym, The Waterboys a dalšími umělci.

## Diskografie

### Frank Zappa
- Ship Arriving Too Late to Save a Drowning Witch (1982)
- The Man from Utopia (1983)
- Them or Us (1984)
- Thing-Fish (1984)
- Frank Zappa Meets the Mothers of Prevention (1985)
- Jazz from Hell (1986)
- Does Humor Belong in Music? (1986)
- Guitar (1988)
- Broadway the Hard Way (1988)
- You Can't Do That on Stage Anymore, Vol. 1 (1988)
- You Can't Do That on Stage Anymore, Vol. 3 (1989)
- The Best Band You Never Heard in Your Life (1991)
- Make a Jazz Noise Here (1991)
- You Can't Do That on Stage Anymore, Vol. 6 (1992)
- Trance-Fusion (2006)
- The Dub Room Special (2007)
- The Torture Never Stops (2008) (DVD)

### Dweezil Zappa
- Havin' a Bad Day (1986)
- My Guitar Wants to Kill Your Mama (1987)